# Tapolca
För andra betydelser, se Tapolca (olika betydelser).

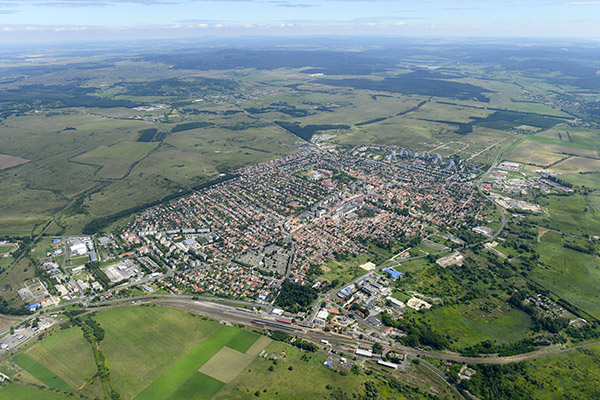
Flygbild över Tapolca.

Tapolca är en stad i provinsen Veszprém i Ungern. Tapolca hade 14 988 invånare 1 januari 2019  och ligger i distriktet med samma namn. I omgivningarna finns rika bauxitfyndigheter. Sevärdheter i orten är bland annat Tavasbarlang, en delvis vattenfylld grotta med möjlighet att hyra kanot och utforska grottan, och kvarndammen Malomtó. Bebyggelsen är av skiftande art – det finns både enfamiljshus och hyreshus från olika tidsepoker.
Balatonsjön ligger ett par mil från Tapolca.